# Kristóf Szalay-Bobrovniczky
Kristóf Szalay-Bobrovniczky (ur. 6 czerwca 1970 w Budapeszcie) – węgierski przedsiębiorca, menedżer i dyplomata, w latach 2016–2020 ambasador Węgier w Wielkiej Brytanii, od 2022 minister obrony.

## Życiorys
W 1993 ukończył studia na uczelni rolniczej Gödöllői Agrártudományi Egyetem, odbył podyplomowy kurs menedżerski w Paryżu. Pracował w Deloitte & Touche i w Crédit Lyonnais. W 1999 przeszedł do sektora telekomunikacyjnego, obejmował stanowiska menedżerskie i dyrektorskie, był m.in. zastępcą dyrektora generalnego w PanTel. W 2004 został wydawcą i redaktorem naczelnym tygodnika politycznego „Heti Válasz”. Zajmował się również działalnością inwestorską. W 2011 objął funkcję wiceprzewodniczącego rady think tanku Századvég Alapítvány, wszedł też w skład rady dyrektorów przedsiębiorstwa Századvég Gazdaságkutató.
W 2014 dołączył do węgierskiej dyplomacji w randze ambasadora. W latach 2016–2020 pełnił funkcję ambasadora Węgier w Wielkiej Brytanii. W międzyczasie współtworzył agencję informacyjną V4NA. Kontynuował następnie działalność biznesową, m.in. inwestując w kasyna i zostając większościowym udziałowcem przedsiębiorstwa Aero Vodochody. W maju 2022 został ministrem obrony w piątym rządzie Viktora Orbána.

## Życie prywatne
Od strony matki wywodzi się z dawnego szlacheckiego rodu Bobrovniczky. Zawarł związek małżeński z Alexandrą Szentkirályi, która została rzeczniczką prasową rządu Viktora Orbána. Jego brat Vince Szalay-Bobrovniczky również obejmował funkcje ambasadorskie.
Został kapitanem rezerwy węgierskich sił zbrojnych i prezesem organizacji rezerwistów Magyar Tartalékosok Szövetsége.